# Cratere Baltisk
Baltisk  è un cratere sulla superficie di Marte. Prese il nome da una città in Russia nel 1976.